# Спасо-Преображенский монастырь (Сагмата)
Спасо-Преображенский монастырь Сагмата (греч. Μονή Μεταμορφώσεως Σωτήρος Σαγματά) — православный мужской монастырь Фивской и Левадийской митрополии Элладской православной церкви, расположенный на высоте 747 метров над уровнем моря, на горе Сагматион (Сагмата) в номе Беотия, в Греции.

## История
На горе Сагматион (называемой также Гюпатис орос — «Высшая гора») в древности находился храм Зевса с его изваянием, упоминаемым древнегреческим географом Павсанием. В византийский период на месте языческого святилища был возведён православный монастырь, основателем которого считается святой Климент Афинский (XII век). В это же время произошло изменение и названия горы на «Сагматион» («Седло»), что связывается рядом исследователей с формой горы, а некоторыми — с ремеслом монахов, изготовлявших сёдла для лошадей.
В центре обители находится византийский крестово-купольный собор в честь Преображения Господня, построенный в 1106 году императором Алексием Комнином, который также подарил обители часть Креста Господня. В 150 метрах к югу от монастыря расположена часовня в честь святителя Николая, а неподалеку от неё — недавно возведенная часовня, в которой находятся мощи святого Климента.
В монастыре особо почитается святитель-хирург Лука Крымский. В его честь освящена часовня и построен музей, который рассказывает о земных подвигах святого и о его посмертных чудесах. Монастырь организует православный детский лагерь.
Монастырь открыт для посетителей ежедневно с 7:30 до 13:00 и с 16:00 до захода солнца.

## Игумены
- архимандрит Иероним (Лиапис) (1971—1977)
- архимандрит Никодим (Бадалукас) (1977—1991)
- архимандрит Нектарий (Андонопулос) (1991—2013)